# Шевелево (Устюженский район)
Шевелево — упразднённая деревня в Устюженском районе Вологодской области.
Входит в состав Устюженского сельского поселения (с 1 января 2006 года по 9 апреля 2009 года входила в Перское сельское поселение), с точки зрения административно-территориального деления — в Перский сельсовет.
Ближайшие населённые пункты — Антоново, Никитино, Остров.
По данным переписи в 2002 году постоянного населения не было.
9 мая 2020 года была упразднена.